# PGC 1
PGC 1 — гигантская эллиптическая галактика (тип cD) из каталога PGC, расположенная в созвездии Рыб.

## Характеристики
Видимая величина галактики составляет +16m, в результате этого галактику можно увидеть только в крупный телескоп. По этой же причине любительские телескопические наблюдения за галактикой затруднены. Болометрическая светимость равна 3,7(9)⋅1010 L⊙.
Галактика имеет красное смещение 0,0840, указывающее на то, что она удаляется от нас со скоростью 25 183 км/с. Галактика расположена на расстоянии 1,05 млрд световых лет (346,5 Мпк) от Земли, и при её угловом размере (приблизительно 0,5×0,4 угловых минут) её размер оценивается в 90 000 световых лет. У галактики имеется визуальный компаньон SDSS J235958.29+004208.6, однако ошибки в определении расстояния до них достаточно велики, поэтому неизвестно, составляют ли эти две галактики физическую пару. В радиусе 1 Мпк вокруг галактики PGC 1 находится 24 галактики (с учётом статистически ожидаемых фоновых галактик это число снижается до 16), поэтому предполагается, что она входит в состав скопления галактик.
В галактике обнаружен яркий радиоисточник PKS 2357+00, светимость в полосе 160 МГц составляет 3,5 Ян, что соответствует энерговыделению 8,8⋅1033 Вт. Наблюдается радиоджет.